# Heinrich Maria Davringhausen
Heinrich Maria Davringhausen (Aquisgrán, 21 de octubre de 1894 - Niza, 13 de diciembre de 1970) fue un artista alemán miembro de la Neue Sachlichkeit.

## Periodo formativo
Davringhausen pasó su juventud en Aquisgrán. En el curso 1913-14, estudió escultura en la Academia de Bellas Artes de Düsseldorf, donde conoció a Carlo Mense. El expresionismo renano, vinculado al fauvismo, cubismo y futurismo, influyó en estos años formativos en la composición y colorido de su obra. En 1914 reside en la colonia de artistas Monte Verità, cerca de Ascona (Suiza), donde conoce a personajes como la bailarina Mary Wigman o al pintor y grabador Georg Schrimpf, que sería también un miembro importante de la Neue Sachlichkeit.

## De la Primera Guerra Mundial al ascenso del nazismo
La pérdida de un ojo en su infancia evitó que Davringhausen participara en la Primera Guerra Mundial. Durante este periodo, permaneció en Alemania, trasladándose a Múnich en 1918 y uniéndosa al grupo de artistas de Düsseldorf conocidos como Das junge Rheinland (la Joven Renania).
Entre 1924 y 1925, el artista vivió en Toledo, volviendo posteriormente a Alemania para establecerse en Colonia en 1928. Allí fundaría el Gruppe 32 con Anton Räder y otros, profundizando en los postulados del grupo de los Artistas Progresistas de Colonia (Gruppe progressiver Künstler o Kölner Progressive), para los que el arte es un medio para la revolución y la lucha de clases.
El tránsito hacia el arte abstracto lo inicia en España y lo profundiza en Colonia, con obras puras, geométricas y constructivistas, así como cubistas y surrealistas.

## De 1933 a 1945
Casado con Lore Auerbach, hija de un industrial judío, emigró con ella a Cala Ratjada (Mallorca) en 1933, tras el ascenso al poder de los nazis. Allí se entrega al arte abstracto y se reencuentra con Arthur Segal, artista rumano de origen judío al que había conocido en Monte Verità. En 1936 los Davringhaisen abandonan España al estallar la Guerra Civil. Pasan por Marsella y París, hasta establecerse una vez más en Ascona de 1936 a 1939. Sus obras fueron incluidas en la exposición de arte degenerado del régimen nacionalsocialista. En Ascona se mantuvo contacto con artistas como Jakob Flach, Wladimir Rosenbaum, Aline Valangin y Erich Maria Remarque.
En 1939 los Davrignhausen fueron expulsados de Suiza. Se trasladaron a Haut-de-Cagnes (Francia). Al inicio de la Segunda Guerra Mundial fue internado en el campo de trabajo de Les Milles, donde también se encontraban otros artistas y escritores alemanes como Max Ernst, Anton Räderscheidt, Walter Hasenclever o Golo Mann. Consiguió escapar en 1940 y se ocultó junto con su esposa en Auvernia. La mayor parte de su obra se perdió a causa de la persecución nazi y de las circunstancias de las sucesivas huidas que tuvo que emprender.

## Tras la Segunda Guerra Mundial
Tras la guerra, Davringhausen volvió a Haut-de-Cagnes, donde residiría hasta su fallecimiento. En la postguerra exhibió sus obras, que manifiestan gran afinidad con la Nueva Objetividad. A finales de los años cincuenta, los historiadores del arte comenzaron a interesarse por dicho movimiento y su estilo. Por ello la obra inicial de Davringhausen se exhibió con más frecuencia y se incluyó en publicaciones especializadas. Sin embargo sus trabajos más tardíos -geométricos y abstractos- no ganaron tanto reconocimiento.